# マリア族
マリア族 (Maria family、Roma family、FIN506) は過去の衝突により形成している小惑星族で、木星との軌道共鳴がおおよそ1:3のカークウッドの空隙付近に存在する。マリア族には数千個の小惑星があり、石で構成されるS型小惑星に分類される。マリア族という名前はマリア族の小惑星の母天体と推測され、マリア族ではいちばん小惑星番号の若い(170) マリアにちなむ。また、マリア族は英語でRoma family(直訳するとローマ族)とも言われ、これはマリアと同じく母天体と推定される(472) ローマにちなむ。
この小惑星は1918年、日本の天文学者平山清次により分類された。マリア族に属する小惑星は一般的に軌道長半径が2.5AUから2.706AUの間にあり、軌道傾斜角は12°から17°である。

## マリア族の小惑星
HCMという方法に基づくとマリア族は2940もの小惑星からなる。その中でも大きいのはマリアとローマである。
| 小惑星番号と名称 | 軌道長半径 | 軌道離心率 | 軌道傾斜角 | JPL |
| ---------------- | ---------- | ---------- | ---------- | --- |
| 170 マリア       | 2.554AU    | 0.064      | 14.38°     | JPL |
| 472 ローマ       | 2.543AU    | 0.094      | 15.81°     | JPL |

| 小惑星番号と名称     | 軌道長半径 | 軌道離心率 | 軌道傾斜角 | JPL |
| -------------------- | ---------- | ---------- | ---------- | --- |
| 292 ルドヴィカ       | 2.531      | 0.034      | 14.89°     | JPL |
| 652 ユビラトリックス | 2.554      | 0.127      | 15.74°     | JPL |
| 714 ウルラ           | 2.535      | 0.057      | 14.27°     | JPL |
| 787 モスクワ         | 2.538      | 0.130      | 14.85°     | JPL |
| 875 ニンフェ         | 2.553      | 0.152      | 14.57°     | JPL |
| 879 リカルダ         | 2.553      | 0.152      | 14.57°     | JPL |
| 897 リシストラタ     | 2.542      | 0.095      | 14.33°     | JPL |
| 1158 リューダ        | 2.565      | 0.112      | 14.82°     | JPL |
| 1215 Boyer           | 2.578      | 0.133      | 15.92°     | JPL |
| 2089 ケタケア        | 2.534      | 0.156      | 15.38°     | JPL |
| 3066 McFadden        | 2.526      | 0.134      | 15.57°     | JPL |

## Interloper
695 ベラは同様の軌道をとり、マリア族の候補となっているが、スペクトルの違いからinterloperであると思われている。これらのinterloperはヘーベから分裂したものだと思われている。